# Maurício Galiotte
Maurício Precivalle Galiotte (São Paulo, 11 de fevereiro de 1969) é um administrador de empresas brasileiro e ex-presidente da Sociedade Esportiva Palmeiras.

## Biografia
É formado em administração pela PUC-SP e pós-graduado em marketing pela FAAP. Foi eleito no dia 26 de novembro de 2016 o 39º presidente da história do Palmeiras, substituindo Paulo Nobre.
Sócio do Verdão desde 1978, chegou a jogar nas categorias de base do clube e ingressou na política do Palmeiras em 2001, quando foi eleito como suplente para o Conselho Deliberativo. Três anos depois, assumiu o cargo de conselheiro efetivo na gestão de Mustafá Contursi. Também participou dos mandatos de Affonso Della Monica e de Luiz Gonzaga Belluzzo, e em 2013 tornou-se vice-presidente de Paulo Nobre.

## Presidência do Palmeiras
Galiotte entrou no pleito de 2016 na chapa formada pelos vices Genaro Marino Neto, Antonino Jesse Ribeiro, Victor Fruges e José Carlos Tomaselli, sendo o único inscrito. Recebeu 1639 votos dos 1733 sócios que participaram das eleições — 94 votaram em branco — em eleições realizadas no dia 26 de novembro de 2016, sendo que sua posse estava prevista para o dia 15 de dezembro do mesmo ano. No entanto, com o acidente aéreo envolvendo o time da Chapecoense, o consequente adiamento da última rodada do Campeonato Brasileiro, e baseado no estatuto que previa a posse no cargo no dia 15 ou uma semana após a última partida oficial da equipe na temporada, decidiu-se postergar para o dia 18 de dezembro a posse do novo presidente.
Em 24 de novembro de 2018, foi reeleito presidente do Palmeiras para um mandato de três anos. Venceu Genaro Marino Neto com 1843 votos contra 1176 do adversário, em um total de 3039 votos registrados, sendo 20 deles em branco.
Encerrou seu mandato como presidente do Palmeiras em 15 de dezembro de 2021, após cinco anos à frente do clube alviverde. Neste período, o Palmeiras conquistou cinco títulos, e Galiotte tornou-se um dos presidentes mais bem sucedidos da história do Verdão.

### Títulos da gestão
- Campeonato Brasileiro: 2018
- Campeonato Paulista de Futebol: 2020
- Copa do Brasil de Futebol: 2020
- Copa Libertadores da América: 2020 e 2021